# Kolonie Jastkowskie
Kolonie Jastkowskie – część wsi Jastków w Polsce, położona w województwie świętokrzyskim, w powiecie ostrowieckim, w gminie Ćmielów.
W latach 1975–1998 Kolonie Jastkowskie administracyjnie należały do województwa kieleckiego.